# 문태준 (1895년)
문태준(文泰準, 1895년 11월 ~ ?)은 일제강점기의 관료이다.

## 생애
함경남도 함흥부 출신이다. 함흥공립농업학교를 졸업했다. 1914년부터 함경남도 신흥군에서 근무하였으며, 1916년에는 보통문관시험에 합격했다.
판임관 견습을 거쳐 1919년에 조선총독부 군서기로 승진하여 이원군, 단천군, 문천군 등 함경남도의 여러 지역에서 근무했다. 이원군 서무계 주임을 지내는 등 오래 관리 생활을 한 끝에 1934년에 총독부 군수로 발탁되어 함경남도 풍산군 군수에 임명되었다.
풍산군수이던 1935년에 총독부가 편찬한 《조선공로자명감》에 총 353명의 공로자 중 한 명으로 이름이 실려 있다. 총독부가 시정 25주년을 기념하여 표창한 표창자 명단에도 들어 있다.
1937년부터는 함남 홍원군 군수를 지냈으며, 함흥보호관찰소 촉탁보호사도 겸직했다. 보호사는 일본 제국이 1936년에 전쟁을 앞두고 조선사상범보호관찰령을 공포하면서 사상범을 체계적으로 감시하고자 도입한 직책이다. 이때 정7위에 서위되어 있었다.
2008년에 민족문제연구소가 친일인명사전 편찬을 위해 공개한 친일인명사전 수록예정자 명단 중 관료 부문에 선정되었다.

## 참고자료
- 문태준(文泰準) - 국사편찬위원회